# 禾水
禾水，是中国长江流域的一条河流，汇入赣江中游左岸，属于赣江水系。禾水发源于武功山南麓，由西向东经莲花，贯永新，至吉州区神岗山汇入赣江。河长256千米，流域面积9075平方千米，呈扇形。多年平均流量240立方米每秒。自然落差747米。水能理论蕴藏量9万千瓦。

## 支流[1]
砻市水是位于永新县境内禾水的一条最大支流，发源于井冈山北端，流经砻市、新城，于中江坪入永新县三湾乡，在澧田镇的双江口与禾水相汇，全长35千米，集雨面积295平方千米。
文竹水源出于永新县高溪乡与湖南省茶陵县的罗霄山脉界指山。以高坑水、三板桥水为骨干组成。沿途经高溪、文竹两乡镇，于龙田乡的潞江注入禾水，文竹水在蒋家桥东为南坑水，西为梅花水，两水合称高坑水；三板桥水在文竹街从西汇入高坑水，组成文竹水，集雨面积429平方千米。
溶江由黄岗水、禾山水、白马陂水三水汇合于永新县澧田镇的新居，新居以下称为溶江，全长22.8千米。溶江北面有花溪水于莲州乡的社边村汇入，有桃花水于莲州乡的杨桥村汇入，该水于高桥楼镇的溶江村汇入禾水。溶江水集雨面积429平方千米。
龙源口水位于永新县南部，主要支流源出于龙源口镇与井冈山市交界的禾桶山，沿途经横溪、秋溪、井渡，于龙源口镇的陂洲与万年山水汇合。万年山水又叫黄陂洲水，源出于烟阁乡与曲白乡交界的黄竹岭，这两条支流河道极度弯曲，岸陡水急，主河长39千米，集中落差80余米，集雨面积288平方千米，于在中茅洲汇入禾水，水能蕴藏量大，水力资源丰富。
六七河源出于永新县白沙塘与龙源口交界的枫木山，从河源到坳南乡的坪坑进入泰和县境，河长39.4千米。集雨面积在永新境内218平方千米，流域面积大于10平方千米的小溪有8条，河两岸形成的台地或冲积平地，农田较少，盛产杉竹，地下水补给好，无水土流失现象。
芦水位于永新县县北部芦溪，发源于与安福县交界的陈山木坡坳，西与桃花水仅一脊之隔，由于该地丘陵起伏，形成了众多的从两侧汇人的小溪流。河左岸有汇于古竹的新村水，汇于樟桥的龙王仙水，汇于马田的大源水等溪流；河右岸有合汇于黄沙村的东源水和泽水，汇于双溪陂的柘溪水等，芦水在怀忠镇虹桥进入安福县境内的洋门村。